# Wolfgang Zdral
Wolfgang Zdral (Nuremberg, 1958) est un écrivain et journaliste allemand.

## Biographie
Il grandit en Haute-Bavière, et étudia la politique et les sciences de la communication. Diplômé à la Deutsche Journalistenschule, il a travaillé pour les publications Wirtschaftswoche et Capital. Il habite à Munich.

## Œuvres
- Spekulieren wie die Profis. Die besten Anlagestrategien der Welt, 2000
- Erfolgreich investieren am Neuen Markt. Das Praxisbuch für Einsteiger, 2000
- Arbeit… Auszeit… Ausstieg, 2002
- Der finanzierte Aufstieg des Adolf H, 2002
- Die Lederhosen AG. Was Sie schon immer über den FC Bayern wissen wollten, 2004
- Die Hitlers. Die unbekannte Familie des Führers, 2005
- Tartufo. Roman, 2007
- Tartufo Mortale. Roman; Leonardos zweiter Fall, 2008

### Documentaires
- Die Hitlers. Eine Familiengeschichte, 2005